# Piotr Formicki
Piotr Formicki (ur. 31 maja 1982) – polski kolarz górski i przełajowy, złoty medalista mistrzostw świata MTB.

## Kariera
Największy sukces w karierze Piotr Formicki osiągnął w 2003 roku, kiedy reprezentacja Polski w składzie: Marcin Karczyński, Piotr Formicki, Anna Szafraniec i Kryspin Pyrgies zdobyła złoty medal w sztafecie cross-country podczas mistrzostw świata w Lugano. W 2003 roku w tej samej konkurencji zdobył także srebrny medal na mistrzostwach Europy. Jest także wielokrotnym medalistą Polski w cross-country i maratonach MTB. Z powodu problemów zdrowotnych Formicki był zmuszony zakończyć zawodową karierę w 2005 roku. Niedługo później założył własny klub kolarski Formicki-Bike.pl. Startował także w kolarstwie przełajowym, zdobywając między innymi dwa brązowe medale mistrzostw Polski: jako junior w 2000 roku i jako młodzieżowiec w 2001 roku. Nigdy nie brał udziału w igrzyskach olimpijskich.